# Kościół św. Franciszka Ksawerego w Krasnymstawie
Kościół św. Franciszka Ksawerego – zabytkowy kościół projektu Jana Delamarsa wzniesiony na przełomie XVII i XVIII wieku w Krasnymstawie, znajdujący się przy ul. marsz. Józefa Piłsudskiego 3.

## Historia
Zbudowany został w latach 1695–1717 jako świątynia zakonu jezuitów (fundatorką była Krystyna z Lubomirskich Potocka, zmarła w 1699 i pochowana w budowanej wówczas świątyni). W 1774 po kasacie zakonu kościół stał się katedrą diecezji chełmskiej. Funkcję tę pełnił do 1805, kiedy siedzibę diecezji przeniesiono do Lublina.
Jest to typowa budowla jezuicka. Kościół na planie krzyża, trójnawowy, z transeptem i zamkniętym półkoliście prezbiterium. Wnętrze urządzone z przepychem i bogactwem dekoracji sztukatorskiej i malarskiej. W prezbiterium znajduje się ołtarz główny pochodzący z XVIII wieku. W ramionach transeptu znajdują się dwa duże ołtarze boczne: Matki Boskiej Różańcowej i św. Antoniego, również pochodzące z XVIII wieku. Na chórze znajdują się 26-głosowe organy pochodzące z 1912, wbudowane w XVII-wieczny prospekt; remontowane w 1950 i 1991. Sklepienie pokrywa polichromia autorstwa zakonnika Adama Swacha pochodząca z 1721 ze scenami z życia św. Franciszka Ksawerego.

## Galeria

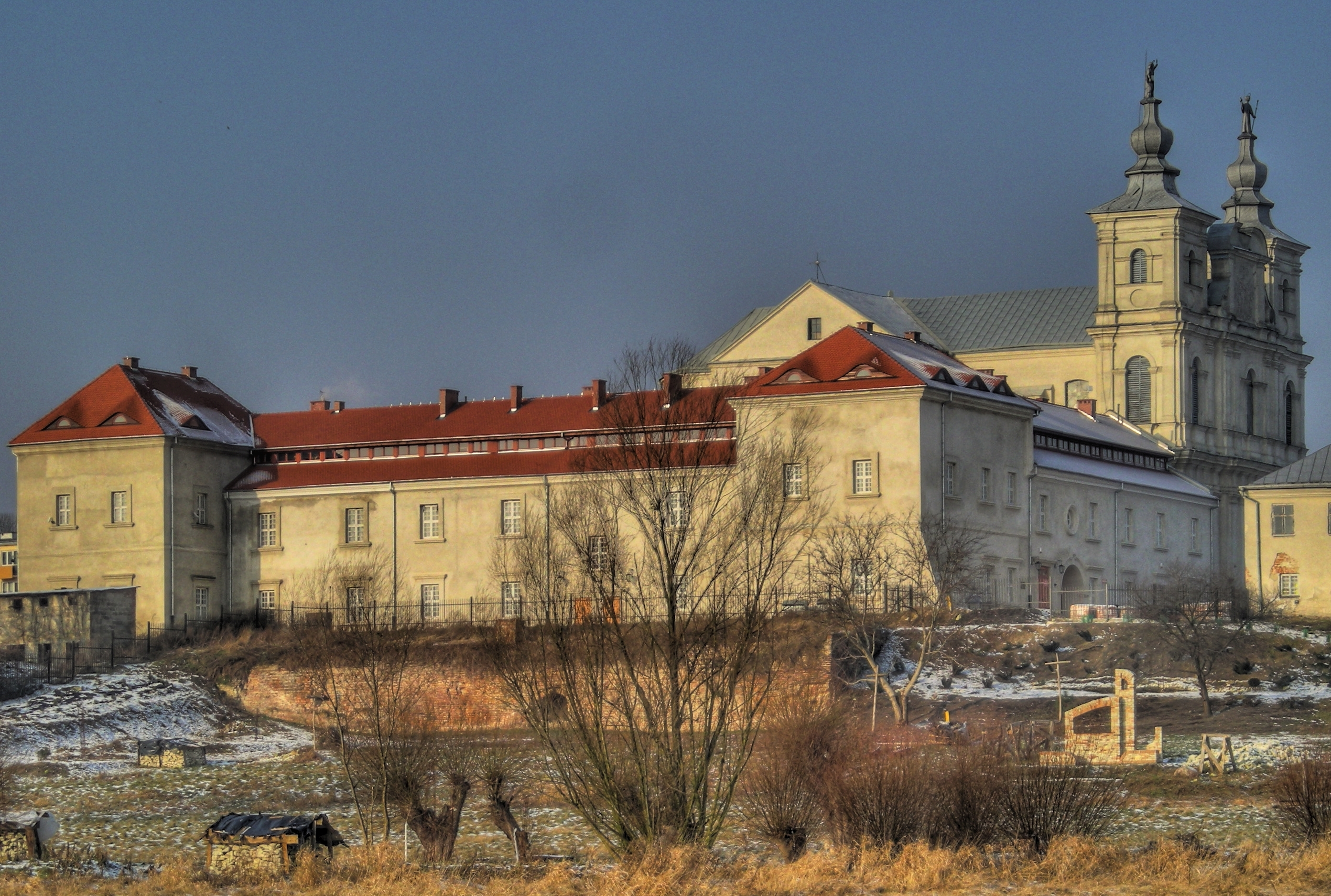
Kościół św. Franciszka Ksawerego i kolegium pojezuickie
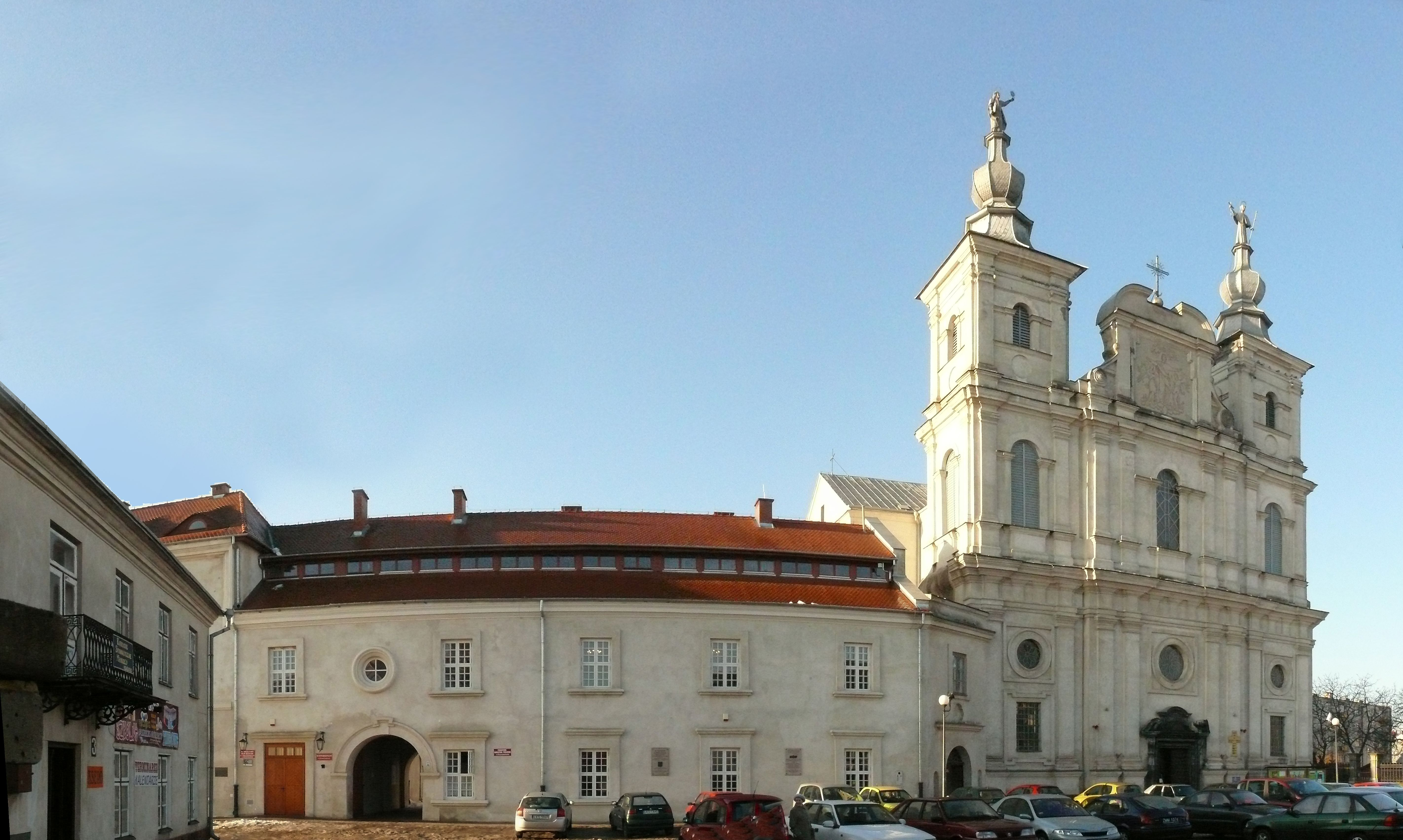
Panorama kościoła
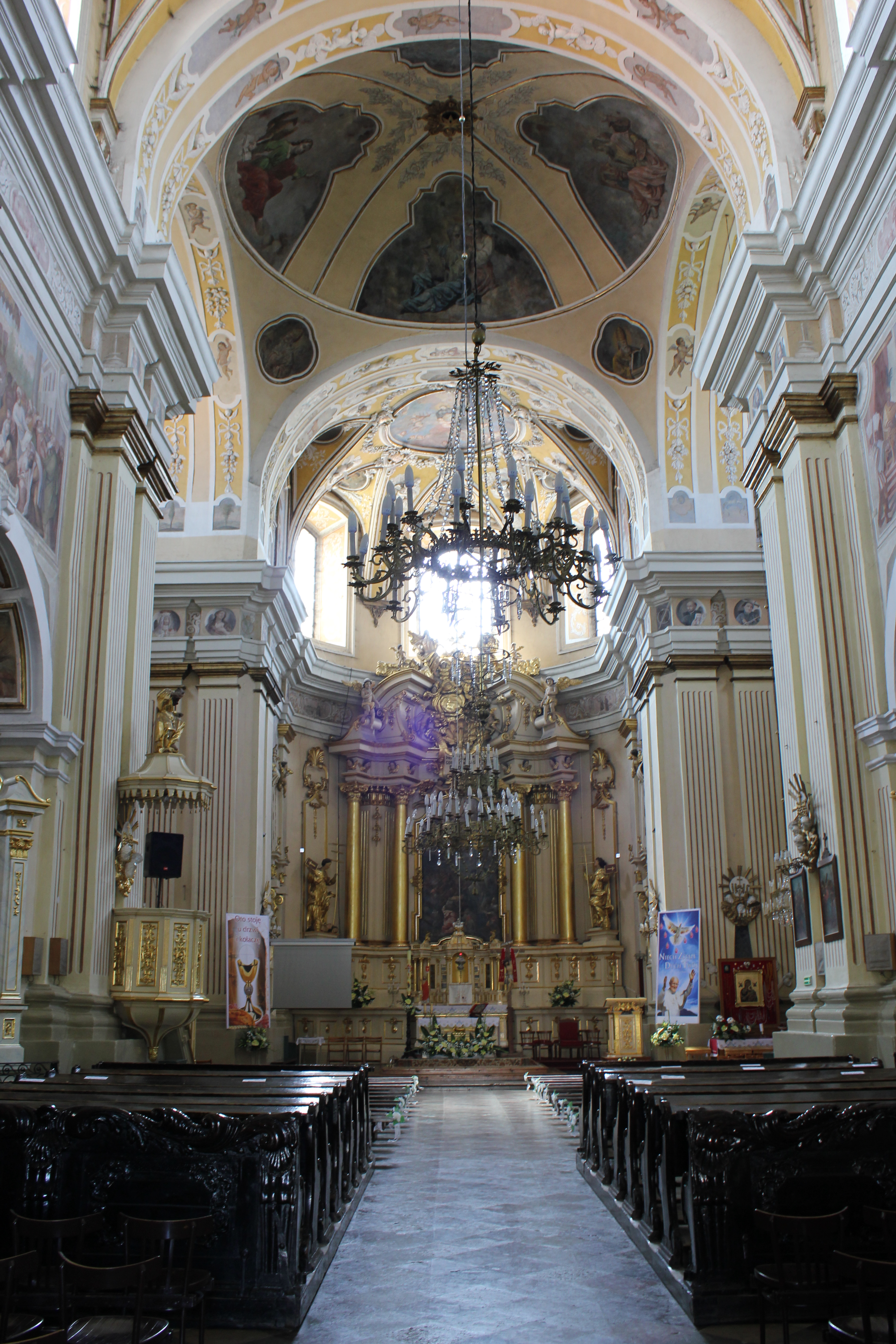
Wnętrze kościoła
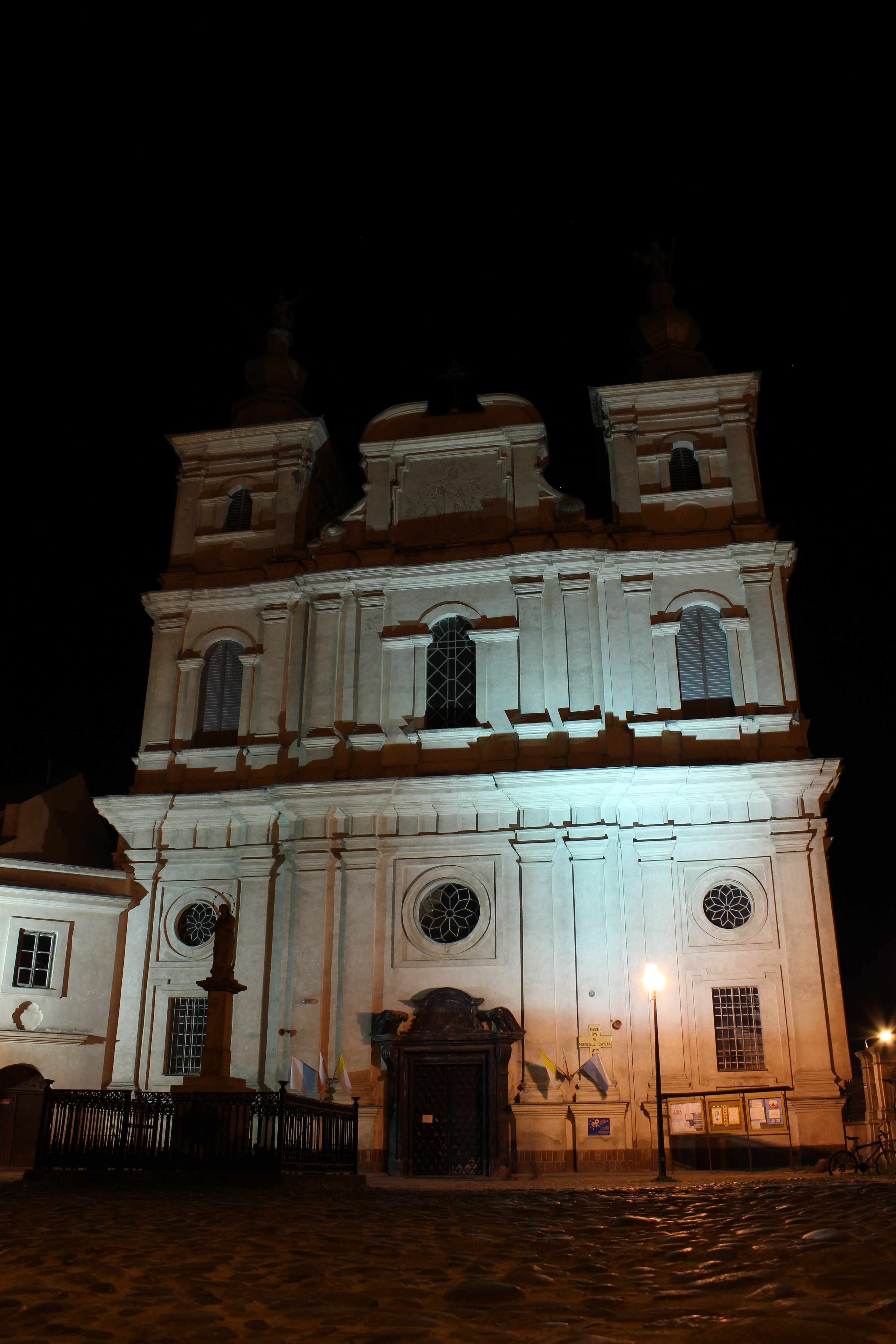
Kościół św. Franciszka Ksawerego w nocy
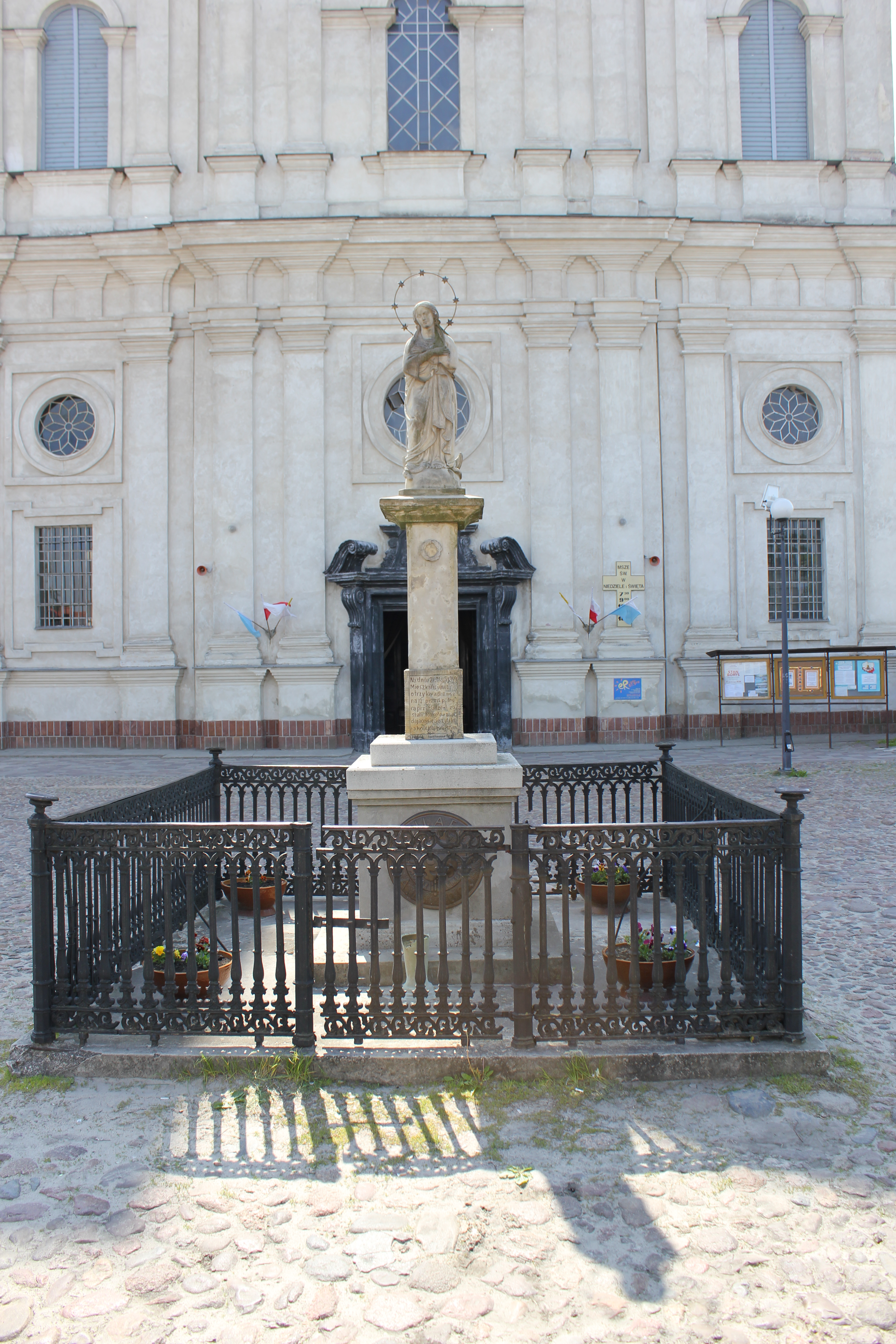
Posąg Matki Bożej znajdujący się przed kościołem
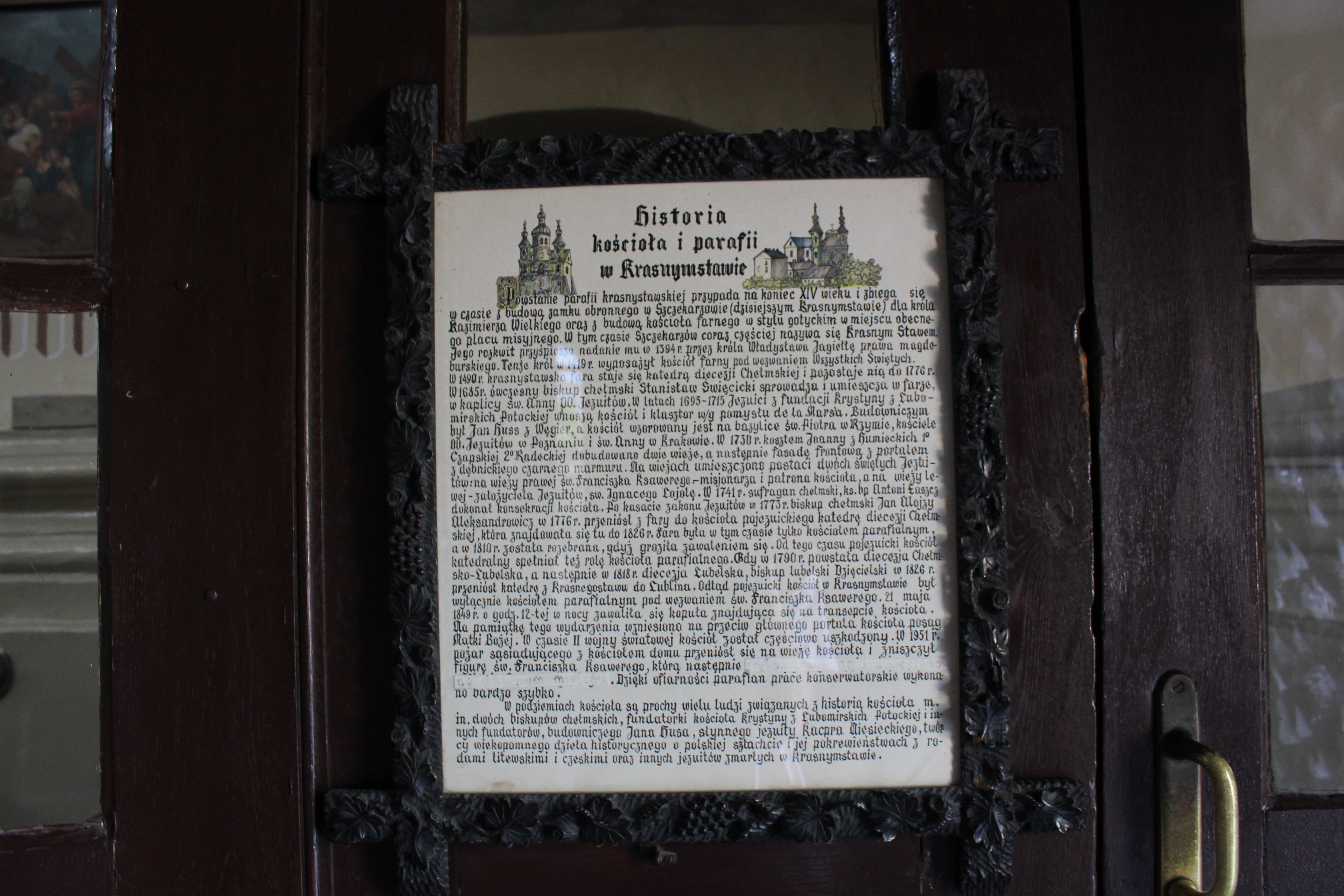
Historia kościoła i parafii w Krasnymstawie
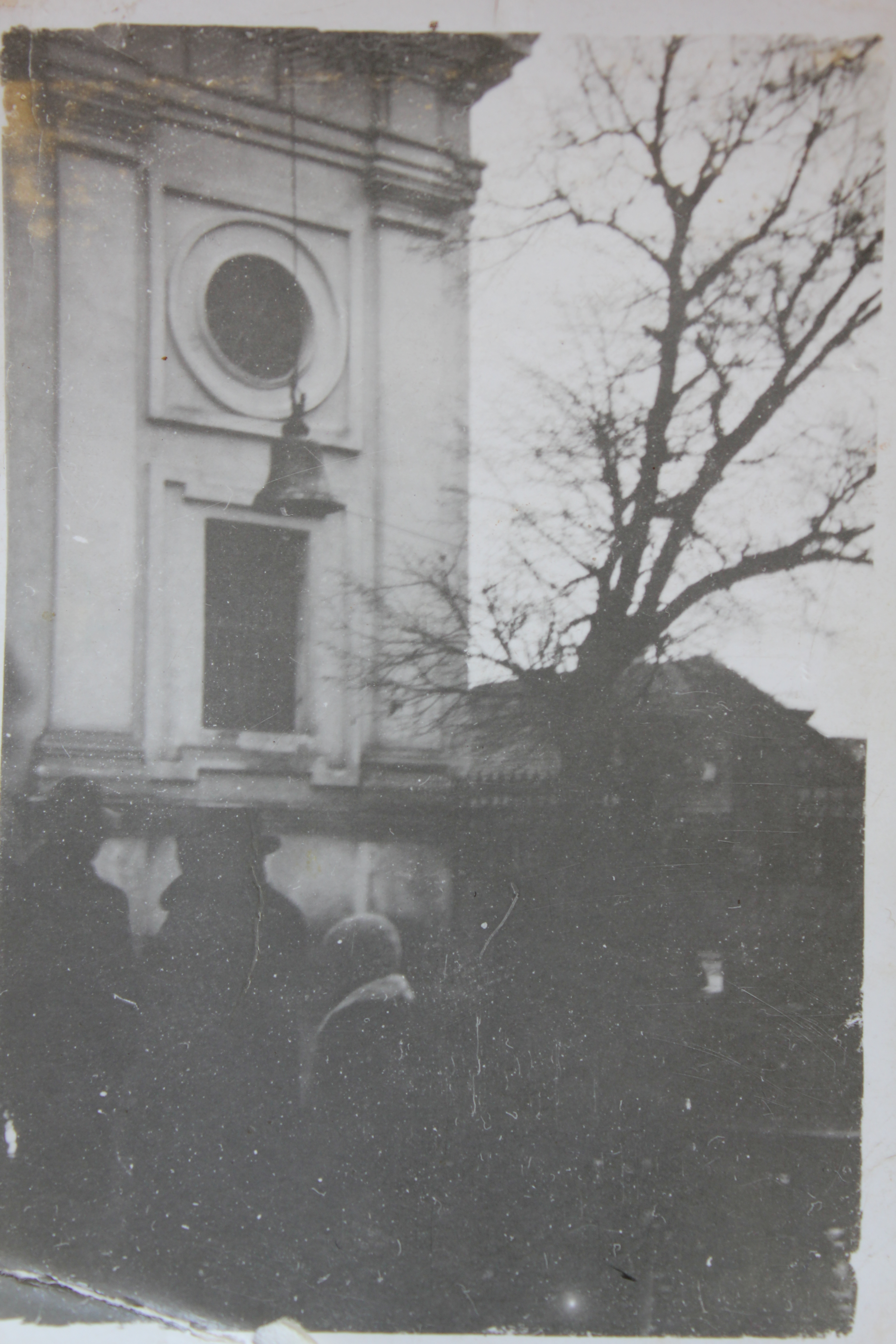
Zdejmowanie dzwonu przez Niemców w czasie II Wojny Światowej